# Subsphaerolaimus litoralis
Subsphaerolaimus litoralis is een rondwormensoort uit de familie van de Sphaerolaimidae. De wetenschappelijke naam van de soort is voor het eerst geldig gepubliceerd in 1978 door Lorenzen.